# Diaphananthe trigonopetala
Espèce
Diaphananthe trigonopetala est une espèce de plantes à fleurs de la famille des Orchidaceae et du genre Diaphananthe. C'est une orchidée endémique du Cameroun.

## Description
Diaphanante trigonopetala est une herbe avec des tiges minces, allongées et pendantes mesurant de 20 cm à 2 m de longs. Les feuilles mesurent entre 5 et 17 cm de long sur 1,5 à 4 cm de large et ont une base tordue. Les inflorescences sont axilliaires et pendantes et ont une vingtaine de fleurs rose blanc, orange pâle ou verdâtres.

## Habitat et distribution
Diaphanante trigonopetala est une plante épiphyte qui pousse dans les forêts tropicales du Cameroun.

## Synonymes
Diaphanante trigonopetala est un synonyme hétérotypique de Diaphanante bidens.